# Неа Јонија
Неа Јонија (грч. Νέα Ιωνία Nea Ionia) насеље је у Грчкој и једно од великих предграђа главног града Атине. Неа Јонија припада округу Северна Атина у оквиру периферије Атика.

## Порекло назива
Неа Јонија у дословном преводу значи Нова Јонија. Назив је произашао из времена присилног исељавања Грка из Мале Азије (древне Јоније) 1920-их година. Велики број њих се управо населио по ободу тадашње Атине, а насеље Неа Јонија је било једно од најзначајнијих тада образованих.

## Положај
Неа Јонија се налази северно од управних граница града Атине. Удаљеност између средишта ова два насеља је свега 8 км.

## Становништво
Кретање броја становника у општини по пописима:
| 1981.  | 1991.  | 2001.  | 2011.  |
| ------ | ------ | ------ | ------ |
| 59.202 | 60.635 | 66.017 | 67.134 |